# Hradištko (district de Nymburk)
Pour les articles homonymes, voir Hradištko.
Hradištko (en allemand : Hradischko) est une commune du district de Nymburk, dans la région de Bohême-Centrale, en République tchèque. Sa population s'élevait à 647 habitants en 2020.

## Géographie
Hradištko se trouve sur la rive gauche de l'Elbe, à 9 km à l'ouest du centre de Nymburk et à 37 km à l'est-nord-est du centre de Prague.
|  |

La commune est limitée par l'Elbe et les communes d'Ostrá, Kostomlaty nad Labem et Kostomlátky au nord, par Sadská à l'est, par Třebestovice au sud-est, par Poříčany au sud et par Chrást, Velenka et Semice à l'ouest.

## Histoire
La première mention du village date de 1088.